# A Great Coup
A Great Coup é um filme mudo britânico de 1919, do gênero drama, dirigido por George Dewhurst e Walter West, estrelado por Stewart Rome, Elsie Mackay e Gregory Scott.
Foi baseado em um romance de Nathaniel Gould.

## Elenco
- Stewart Rome - Squire Hampton
- Elsie Mackay - Kate Hampton
- Gregory Scott - Reid Gordon
- Cameron Carr - Richard Foxton